# 진데르
진데르(Zinder)는 니제르 진데르주의 주도다. 2001년 현재 인구는 170574명이고 고도는 479m다. 니제르에서 니아메에 이어 두 번째로 큰 도시다.

## 인구
| 연도    | 인구    | ±%      |
| ------- | ------- | ------- |
| 1977    | 53,914  | —       |
| 1988    | 119,827 | +122.3% |
| 2001    | 170,575 | +42.4%  |
| 2012    | 235,605 | +38.1%  |
| source: |         |         |

진데르시의 인구는 1977년에 약 50,000명이었다가 2012년에 200,000명으로 4배 증가했다.

## 교통

### 공항
진데르 공항이 있다.
1. ↑  Niger: Administrative Division population statistics